# Malthinus tlanchinolensis
Malthinus tlanchinolensis es una especie de coleóptero de la familia Cantharidae.

## Distribución geográfica
Habita en el municipio de Tlanchinol, Hidalgo, México.
Este coleóptero solo se conoce en el área del municipio citado.